# Liste der Außenminister Belgiens
Hier ist eine Liste der Außenminister von Belgien, seit 1939 bis heute (siehe auch Föderaler Öffentlicher Dienst Auswärtige Angelegenheiten, Außenhandel und Entwicklungszusammenarbeit).
| Außenminister             | Amtszeit  | Partei      |
| ------------------------- | --------- | ----------- |
| Paul-Henri Spaak          | 1939–1949 | BSP/PSB     |
| Paul van Zeeland          | 1949–1954 | CVP/PSC     |
| Paul-Henri Spaak          | 1954–1957 | BSP/PSB     |
| Victor Larock             | 1957–1958 | BSP/PSB     |
| Pierre Wigny              | 1958–1961 | CVP/PSC     |
| Paul-Henri Spaak          | 1961–1966 | BSP/PSB     |
| Pierre Harmel             | 1966–1973 | CVP/PSC     |
| Renaat Van Elslande       | 1973–1977 | CVP         |
| Henri Simonet             | 1977–1980 | PS          |
| Charles-Ferdinand Nothomb | 1980–1981 | PSC         |
| Leo Tindemans             | 1981–1989 | CVP         |
| Mark Eyskens              | 1989–1992 | CVP         |
| Willy Claes               | 1992–1994 | SP          |
| Frank Vandenbroucke       | 1994–1995 | SP          |
| Erik Derycke              | 1995–1999 | SP          |
| Louis Michel              | 1999–2004 | PRL, MR     |
| Karel De Gucht            | 2004–2009 | VLD         |
| Yves Leterme              | 2009      | CD&V        |
| Steven Vanackere          | 2009–2011 | CD&V        |
| Didier Reynders           | 2011–2019 | MR          |
| Philippe Goffin           | 2019–2020 | MR          |
| Sophie Wilmès             | 2020–2022 | MR          |
| Hadja Lahbib              | 2022–2024 | MR          |
| Bernard Quintin           | 2024–2025 | MR          |
| Maxime Prévot             | seit 2025 | Les Engagés |